# 家具車式防空坦克
家具車式防空坦克（德語：Flakpanzer IV Möbelwagen）為納粹德國在第二次世界大戰中使用的一款防空坦克，編號為。由於這款防空坦克裝配的獨特方型炮塔，所以得到了「家具車」（Möbelwagen）的稱號。這款防空坦克主要於歐洲戰場中服役。

## 概要
1943年，德國軍方發現空軍對於打擊敵地面攻擊戰鬥機的力量相對較弱。因此，軍方開始大力發展地面防空武器，以彌補空軍的不足。1943年初，德國擬定一個把防空炮安裝在四號坦克底盤上的方案，並加諸實行。當局最初以20毫米四聯裝防空炮作為設計，但是效果不大，因為後來的戰機無論在飛行高度及速度上都有很大的改善，這支防空炮無法有效的打擊這些新式戰機。所以，這種防空坦克不久後就停產。因此，設計者便以3.7厘米 FlaK 43 L/89高射炮取代原來的防空炮以作為臨時使用，直至設計出其他的防空坦克為止。此後，這一系列以四號坦克底盤為基礎而設計的防空坦克都被命名為「四號防空坦克」（Flakpanzer IV）。

## 構造
家具車式防空坦克以四號坦克的底盤作為基礎，配以一個方型的中空炮塔。這個炮塔的四面裝上了10毫米的裝甲，後來更替換成20毫米裝甲。這些裝甲可以隨意的放下，讓炮塔內的防空炮得以360度旋轉及擴大射擊角度。此外，其炮塔的裝甲也可以完全合上，以作保護炮塔內的乘員，但此時它的火力便不能完全發揮，只能作出小型火力的攻擊。
而其底盤所使用的裝甲為80毫米厚的裝甲。大多數的家具車式防空坦克都是使用四號坦克型或型的底盤，而這兩款型號都沒有裝配迴轉裝置，令炮塔無法自由轉動。

## 實戰及生產
1944年6月15日，德國軍方率先在陸軍第9、第11及第116這三個裝甲師配備了這款防空坦克，並盡數送往西線戰場抗擊盟軍。同年7月，第6、第19裝甲師也被分配一定數量的家具車式防空坦克往東線戰場。爾後，德國軍方在其餘的裝甲師中配備少量家具車式防空坦克。
在整場戰爭中，當局只生產了不足300架家具車式防空坦克。而一些後來研發的新式防空坦克如旋風式及東風式卻更能兼顧乘員的安全及射擊的範圍，這都使得家具車式防空坦克逐漸被淘汰。